# 臺南州立農業國民學校嘉南塾
23°45′00″N 120°30′24″E / 23.750115°N 120.506651°E
臺南州立農業國民學校嘉南塾，簡稱嘉南塾，為台灣日治時期的特殊教育設施，成立於1934年，目的是為了培育農村青年和強化學生的國體觀念與敬神思想。原址現為莿桐國中。

## 介紹
在1930年代，台灣的各州廳開始設立了各式特殊教育設施如青年學校和青年訓練所，以教育在六年初等教育完成後未繼續升學的青年。嘉南塾即在此背景下成立，同年代所成立的類似機構尚有臺北州立農業傳習所和新竹州立農業傳習所。嘉南塾的成立是為了培育現在或將來從事農業的青年，同時培養皇國農民的信念，以做為未來農村的中心人物。其修業年限為一年，招收18至25歲且具高等小學校、公學校高等科或其他同等學力的單身男性。教授科目包含修身公民（含皇國精神和農村國民心得）、國語（含講讀和作文）、算數（含算術和珠算）、地理歷史、農業、武道及體操、農業實習、課外講話和視察旅行。學生皆同住在學校附設的宿舍內，且由學校支付部分餐費與學用品費用。
| 時間  | 行程   | 細項                    |
| ----- | ------ | ----------------------- |
| 05:30 | 起床   | 大麻奉拜、掃除          |
| 06:30 | 升旗式 | 武道（神道夢想流杖術 ） |
| 07:00 | 早餐   | 朗誦食時五觀            |
| 08:00 | 學科   |                         |
| 10:30 | 作業   |                         |
| 12:00 | 中餐   | 含休息兩小時            |
| 14:00 | 作業   | 作業至日落              |
| 日落  | 降旗式 | 晚餐、入浴              |
| 20:00 | 默習   |                         |
| 22:30 | 靜坐   | 遙拜、就寢              |

## 沿革
1934年4月1日，「臺南州立嘉南塾」設立於臺南州曾文郡官田庄烏山頭145番地，同年5月舉行了第一屆的入塾式。1936年5月10日，嘉南塾的校地移轉至斗六郡莿桐庄大埔尾，以配合新虎尾溪南岸的開墾與移民村設立；同年6月26日，招收人數由20人增加至50人以內。新校址位於榮移民村東側，而部分嘉南塾的的學生在畢業後即留在榮村開始新生活。1936年8月與11月，臺灣總督中川健藏與小林躋造分別前來巡視。1941年4月21日，學校名稱改為「臺南州立農業國民學校嘉南塾」。
嘉南塾的校地在二戰後作為「台南縣立斗六初級農業職業學校莿桐分校」。1947年6月，因本校讓與斗南中學而合併至莿桐分校，成為莿桐國中的前身。

## 歷屆塾長
| 姓名     | 任期                  | 原職           | 後職                     |
| -------- | --------------------- | -------------- | ------------------------ |
| 川村直岡 | 1934年4月至1934年9月  | 臺南州內務部長 | 臺灣總督府總督官房事務官 |
| 林田正治 | 1934年9月至1936年10月 | 臺南州內務部長 | 澎湖廳長                 |
| 鶴友彥   | 1936年10月至1940年    | 臺南州內務部長 |                          |
| 伊藤完二 | 1940年至?             | 臺南州內務部長 |                          |